# Rekar
Rekar je priimek več znanih Slovencev:
- Aleksandra Rekar, prevajalka
- Ciril Rekar (1901—1989), metalurg, univ. profesor
- Franc Rekar (1866—1950), pravnik, sodnik (preds. deželnega sodišča v Ljubjani)
- Ines Rekar, pisateljica kratkih zgodb
- Lojze Rekar (? - 1971), planinec
- Mara Rekar (*1937), smučarska tekačica
- Marjan Rekar (*1953), gospodarstvenik in politik
- Rosa Rekar (*2005), športna plezalka